# São Desidério
São Desidério es un municipio brasilero del estado de la Bahia. Su población estimada en 2008 era de 77.124 habitantes y está licalizado a 869 kilómetros de la capital Salvador.